# Crucispora
Crucispora is een geslacht van schimmels uit de familie van de Agaricaceae. De soorten van het geslacht komen voor in Nieuw-Zeeland en Azië.

## Soorten
Volgens Index Fungorum telt het geslacht twee soorten (peildatum oktober 2020):
| Soortnaam               | Auteur(s)        | Publicatiejaar |
| ----------------------- | ---------------- | -------------- |
| Crucispora naucorioides | E. Horak         | 1971           |
| Crucispora rhombisperma | (Hongo) E. Horak | 1980           |